# Anna Elizabeth Dickinson

Anna Elizabeth Dickinson (fotografiert von Mathew Brady)

Anna Elizabeth Dickinson (* 28. Oktober 1842 in Philadelphia, Pennsylvania; † 22. Oktober 1932 in Goshen, New York) war eine US-amerikanische Rednerin, Autorin und Aktivistin. Sie setzte sich unter anderem als Suffragette für Frauenrechte ein und war Abolitionistin. Sie war bekannt für ihren emotional aufwühlenden Rednerstil.

## Leben
Anna Elizabeth Dickinson wurde als Tochter einer Quäkerfamilie geboren. Ihr Vater war aktiver Abolitionist, starb aber bereits 1844 an einem Herzanfall.
Sie wuchs in Philadelphia in ärmeren Verhältnissen auf. Sie besuchte dort die Friends’ Select School of Philadelphia und las viel. Sie begann sich früh zu politischen Themen zu äußern. Als sie vierzehn war, veröffentlichte sie in The Liberator einen Artikel.
1860 sprach sie vor der Anti-Sklaverei-Gesellschaft ihrer Heimatstadt. Ihre Rede Women’s Rights and Wrongs 1861 führte zu zahlreichen Einladungen in ganz Neuengland zu sprechen. Eine kurzzeitige Beschäftigung in der Münzprägeanstalt in Philadelphia verlor sie 1861, nachdem sie General George B. McClellan für eine verlorene Schlacht im Bürgerkrieg als Verräter bezeichnet hatte. Hiernach wandte sie sich der Tätigkeit als öffentliche Rednerin zu. Sie brachte es mit ihrem Stil und wegen ihres jungen Alters zeitweise zu einer erheblichen Popularität als Rednerin. Während des Jahres 1863 trat sie für die Republikanische Partei auf. 1864 konnte sie vor dem Kongress der Vereinigten Staaten in Anwesenheit von Abraham Lincoln eine Rede halten.
Nach dem Ende des Bürgerkrieges wandte sie sich der Erwachsenenbildung zu und hielt Reden in den gesamten Vereinigten Staaten zur Frage der Reconstruction. Sie setzte sich hierbei für eine harte Linie gegenüber den Südstaaten ein. Sie sprach weiterhin über Frauenarbeit und -lohn, griff das Mormonentum an, sprach über Sexualkrankheiten. 1868 veröffentlichte sie What Answer?, ein Buch zum Thema Heirat zwischen Schwarzen und Weißen. 1876 veröffentlichte sie mit A Paying Investment ein Buch über soziale Reformen und mit A Ragged Register (of People, Places, and Opinions) veröffentlichte sie 1879 ihre Memoiren.
Sie schrieb ab 1876 mehrere Theaterstücke, in denen sie zum Teil auch selbst auftrat. Lediglich das Stück An American Girl (1880) hatte einen gewissen Erfolg. 1882 zog sie sich aus der Öffentlichkeit zunächst zurück. 1886 kehrte sie nochmal kurz als Rednerin für die Republikaner zurück, ihr Stil fand aber nicht den gewünschten Anklang, weshalb sie ihre öffentliche Karriere endgültig beendete.
Wegen Zeichen geistiger Instabilität wurde sie 1891 kurzzeitig in eine Psychiatrie in Danville eingewiesen. Sie verklagte die Verantwortlichen nach ihrer Entlassung erfolgreich. Den Rest ihres Lebens verbrachte sie zurückgezogen in New York.